# Ян Цзічжоу
Ян Цзічжоу (*楊斷洲, 1522 —1620) — китайський лікар часів династії Мін.

## Життєпис
Походив з родини лікарів Ян. Його дід свого часу обіймав посаду придворного лікаря імператорської медичної академії. У родині Ян була зібрана велика бібліотека медичних книг, зокрема дуже рідкісних. Особливий наголос в лікуванні завжди робився на чженьцзю-терапію (голковколювання, акупунктуру). Народився Ян Цзічжоу у провінції Чжецзян. Здобув гарну домашню освіту.
Зважаючи на видатні успіхи в медицині у 1551 році призначений придворним лікарем, а в 1568 році отримав посаду в Імператорській медичної академії. Протягом багатьох років вивчав давню медичну літературу, більше 50 років успішно займався медичною практикою, зокрема вилікував від оніміння Чжао Веньбіна, цензора провінції Шаньсі. Помер Ян Цзічжоу в Пекіні у 1620 році.

## Творчість
Відомий своєю фундаментальною ілюстрованою працею з теорії та практиці акупунктури і мокси: «Чжень-цзю дачен» (針灸大成, «Велика збірка з голковколювання і припікання» з 10 цзюней), в якому підбито підсумки багатовікового розвитку чжень-цзю терапії. Основою послугували як багаторічні знання автора, так й родинної медичної хроніки «Вейшен чжень-цзю сюаньцзі біяо» («Таємна сутність і потаємні механізми чжень-цзю при захисті здоров'я»), яку він розширив, відредагував і додав нові матеріали. Вийшла у 1601 році.
Має високу довідкову цінність. У книзі дані теоретичні основи акупунтури, детально описані меридіани з розташованими на них акупунктурними точками, відзначена їх координація з тимчасовими циклами, наведені рецепти для лікування різних хвороб, прийоми візуальної діагностики і масажу, методи акупунктури і припікання, їх поєднання з лікарською терапією, зокрема трав'яними ліками. Наведені невдалі приклади голковколювання і припікання.
Багато поколінь лікарів приділяли їй найпильнішу увагу. Книга Ян Цзічжоу незабаром придбала велику популярність у медиків і регулярно перевидавалася в наступні століття. Витримала 1 видання за часів Мін, після цього ще 50, з яких 28 в часи династії Цін. Була доволі популярною в Японії та Кореї.